# Eumerus argentipes
Eumerus argentipes är en tvåvingeart som beskrevs av Walker 1861. Eumerus argentipes ingår i släktet månblomflugor, och familjen blomflugor. Inga underarter finns listade i Catalogue of Life.